# Georges Vallon
Georges Vallon est un architecte français, architecte de la ville d'Aix-en-Provence au XVIIIe siècle, né à Aix-en-Provence le 26 décembre 1688, et mort dans la même ville le 7 novembre 1767 .

## Biographie
Il est le fils de Laurent II Vallon (1652-1724) et d'Anne Alexis. Il s'est marié le 22 juillet 1714 avec Anne Laugier.
Georges Vallon, qui a succédé en 1724 dans la charge d'architecte de la ville et de la province à son père Laurent Vallon, est le concepteur de la place d'Albertas. Il a aussi travaillé avec son frère aîné, Jean Vallon (1645-1723) qui est aussi qualifié d'architecte.
Il a participé en tant qu'architecte à la construction de l'Hôtel de Caumont, de l'hôtel Villeneuve d'Ansouis et de la fontaine des Bagniers.